# 抗CD3单克隆抗体
抗CD3单克隆抗体（Anti-CD3 Monoclonal antibody），是一类T细胞表面CD3的抗体，他们是一类免疫功能抑制药物。

1996年，首批获得批准的药物是莫罗单抗-CD3，其用于治疗移植排斥。
更新的单克隆抗体具有相同的作用机制，产品包括有otelixizumab、Teplizumab和Visilizumab。这些药物用于治疗如克罗恩病、溃疡性结肠炎和1型糖尿病等病变情况，以及进行诱导免疫耐受。

## 相关
- 单克隆抗体列表（英语：List of monoclonal antibodies）